# إيشفارا

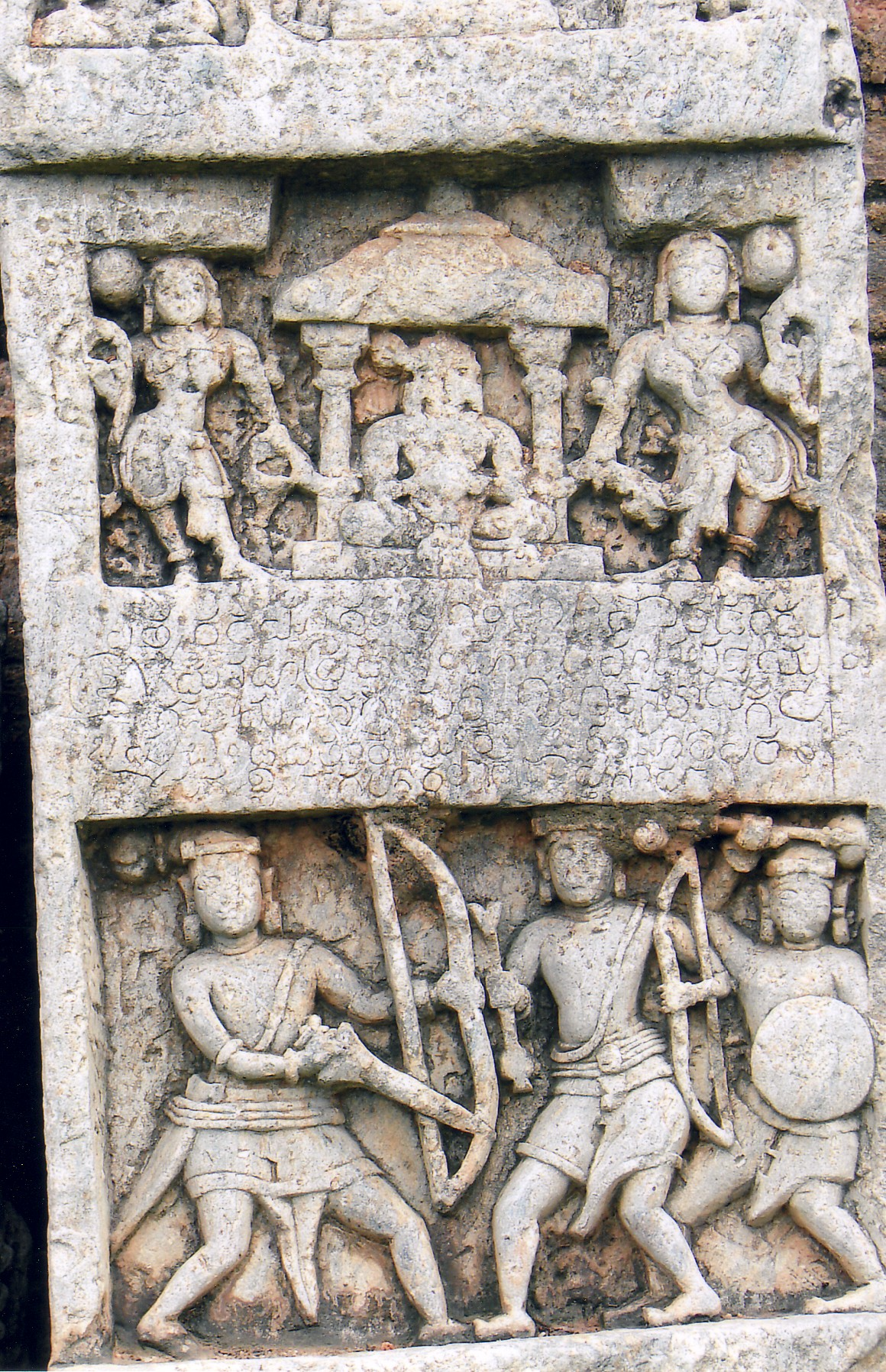

إيشفارا (Ishvara) (Īśvara في الأبجدية الدولية للترجمة الحرفية السنسكريتية) هو مفهوم فلسفي في الهندوسية، يعني المتحكم أو الإله في المدرسة التوحيدية للفكر أو إشتا ديفا (Ishta-deva) في الفكر الواحدي.

## مدارس الفكر
من بين الأنظمة الستة لـالفلسفة الهندوسية، لا تعترف سامخيا (Samkhya) المبكرة وميمامسا (Mimamsa) بمبدأ إيشفارا، على سبيل المثال، الموجود الأعلى، بينما آمنت يوجا (Yoga)، فيشيشيكا (Vaisheshika)، فيدانتا (Vedanta) ونيايا (Nyaya) بوجود إيشفارا.